# 沙圖拉 (涅任區)
50°50′50″N 31°49′40″E / 50.84722°N 31.82778°E
沙圖拉（烏克蘭語：Шатура）是位於烏克蘭北部切爾尼希夫州裏尼任區的村莊，始建於1750年，面積1.72平方公里，海拔高度128米，2001年人口719，人口密度每平方公里418人。